# فرودگاه اببای
فرودگاه اببای (به انگلیسی: Abbaye Airport) یک فرودگاه همگانی با کد یاتا BGH است . این فرودگاه در کشور موریتانی قرار دارد .